# Geografia de Svalbard

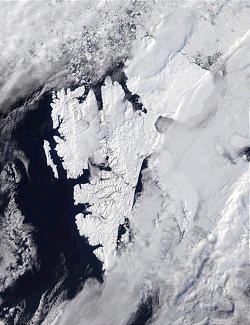
Foto del satèl·lit MODIS de Svalbard, cortesia de la NASA

Svalbard és un arxipèlag situat a l'oceà Àrtic, centrat a la latitud 78º Nord i a 20º de la longitud Est. Aquest arxipèlag és la part més al nord de Noruega. Ocupa 64.029 km² i té uns 2600 habitants.
Les tres illes principals són un grup compost per Spitsbergen (l'illa més gran), Nordaustlandet i Edgeøya. També hi ha un gran nombre d'illes menors, com l'illa de Barents (1.288 km²), Kvitøya (682 km²), Prins Karls Forland (615 km²), Kongsøya (191 km²), l'illa de l'Ós (178 km²), Svenskøya (137 km²}), Wilhelmøya (120 km²) i altres illes o illots menors (621 km²).

## Clima
A Svalbard no hi ha terra llaurable per l'alta glaciació i la gran latitud on es troba. No hi ha arbres a l'arxipèlag però hi ha arbusts com els del gènere Empetrum i la móra vermella. La costa oest de Spitsbergen roman navegable gran part de l'any, pel fet que els vents favorables mantenen lliure de gel aquesta zona. Noruega manté una zona exclusiva de pesca de 200 milles marines però aquesta zona no és reconeguda per la veïna Rússia.
El clima de Svalbard és àrtic, temperat pel corrent de l'Atlàntic Nord al llarg de les costes oest i nord. Això significa estius frescos i hiverns freds. La temperatura a Longyearyen oscil·la entre els -15 °C al gener fins als 6,7 °C al juliol i la precipitació és d'uns 220 litres. Les terres altes de l'arxipèlag generalment estan cobertes per la neu tot l'any, mentre que les costes oest no presenten gel la meitat de l'any. Hi ha molts fiords al llarg de les costes oest i nord.

## Recursos
Svalbard té molts recursos minerals i el carbó s'ha extret en gran quantitats a la banda oest de Spitsbergen. Els camps de gel sovint bloquegen l'entrada a Bellsund (un punt de pas per exportar carbó) a la costa oest i ocasionalment fa la costa nord-est inaccessible pel trànsit marítim.

### Problemes mediambientals
Malgrat que moltes pràctiques antigues ara estan prohibides, els temes de l'explotació dels animals al voltant de Svalbard continuen sent un problema. Les poblacions de balenes, foques i morses encara estan per sota de les que hi havia fa segles. La població d'ossos polars s'està recobrant localment, però els ossos polars estan amenaçats a nivell mundial, per les matances i la contaminació del mar. Hi ha molta varietat d'ocells a Svalbard (incloent els Fratercula, paràsit cuapunxegut, Rissa i Fulmarus.

## Geografia física

### Lands
Les illes principals de Svalbard estan dividides en diverses lands:
- Spitsbergen:
  - Albert I Land
  - Haakon VII Land
  - Andrée Land
  - Prins Karls Forland
  - Oscar II Land
  - James I Land
  - Dickson Land
  - Ny-Friesland
  - Olav V Land
  - Bünsow Land
  - Sabine Land
  - Nordenskiöld Land
  - Heer Land
  - Nathorst Land
  - Wedel Jarlsberg Land
  - Torell Land
  - Sørkapp Land
- Nordaustlandet
  - Gustav V Land
  - Prins Oscars Land
  - Orvin Land
  - Gustav Adolf Land

### Fiords
Hi ha molts fiords a les illes Svalbard; els cinc més llargs són:
- Wijdefjorden, 108 km (67 mi)
- Isfjorden, 107 km (66 mi)
- Van Mijenfjorden, 83 km (52 mi)
- Woodfjorden, 64 km (40 mi)
- Wahlenbergfjord, 46 km (29 mi)

### Línies costaneres
| Illa                | Superfície (km²) |
| ------------------- | ---------------- |
| Spitsbergen         | 37673 km²        |
| Nordaustlandet      | 14443 km²        |
| Edgeøya             | 5074 km²         |
| Barentsøya          | 1288 km²         |
| Kvitøya             | 682 km²          |
| Prins Karls Forland | 615 km²          |
| Kongsøya            | 191 km²          |
| Bjørnøya            | 178 km²          |
| Svenskøya           | 137 km²          |
| Wilhelmøya          | 120 km²          |
| Altres              | 621 km²          |

Les línies costaneres a les illes de Svalbard són:
- Spitsbergen, 3,919 km (2,435 mi)
- Nordaustlandet, 1,688 km (1,049 mi)
- Edgeøya, 502 km (312 mi)
- Barentsøya, 205 km (127 mi)
- Kvitøya, 119 km (74 mi)
- Prins Karls Forland, 320 km (200 mi)
- Kongsøya, 132 km (82 mi)
- Bjørnøya, 88 km (55 mi)
- Hopen, >66 km (41 mi)
- Svenskøya, 62 km (39 mi)
- Wilhelmøya, 58 km (36 mi)
- Altres illes menors i illots 1,736 km (1,079 mi)

### Muntanyes
Són d'altitud menor comparades amb les de la Noruega continental:

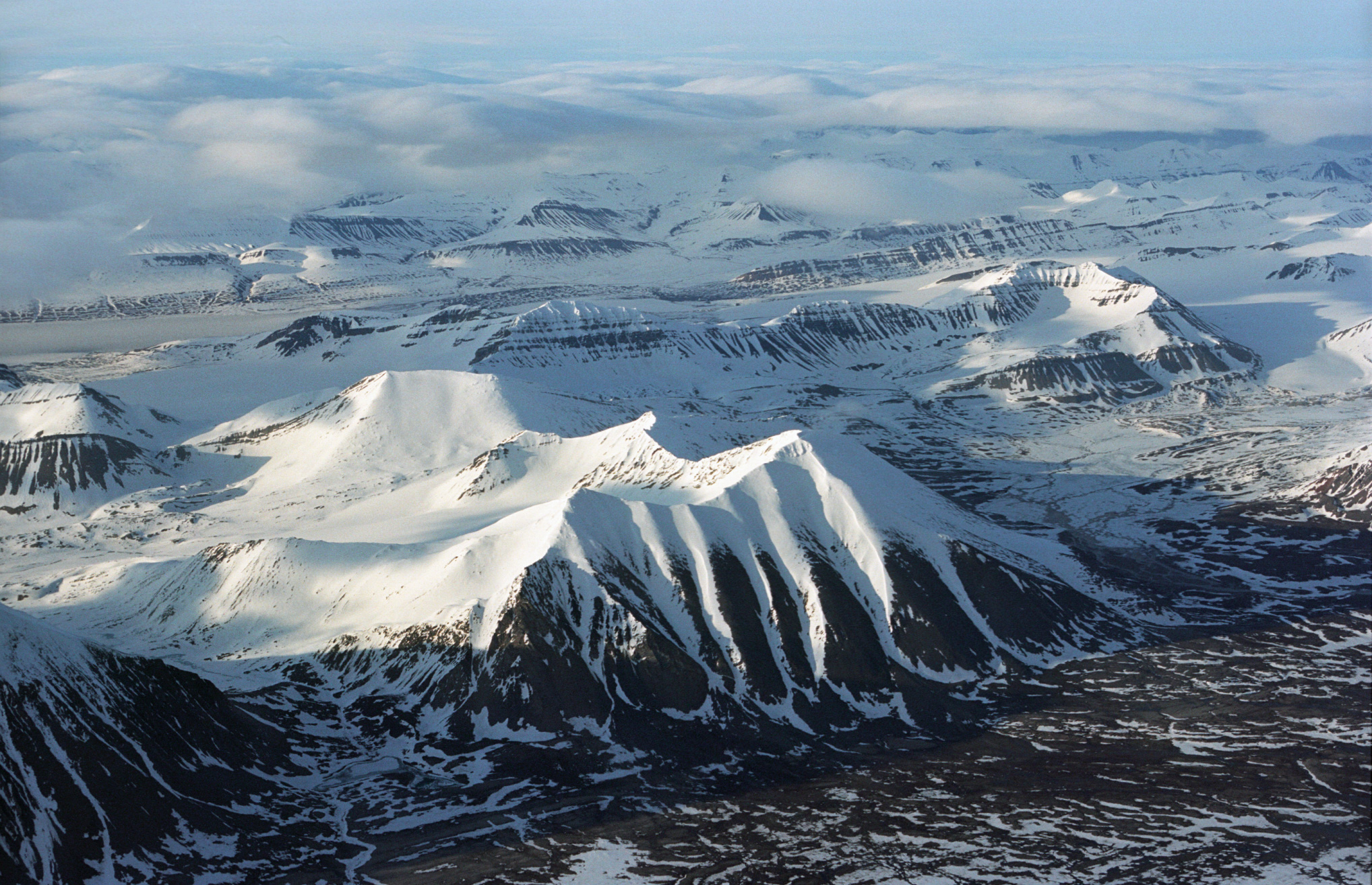
Muntanyes a Spitsbergen

- Newtontoppen, 1713 m
- Perriertoppen, 1712 m
- Ceresfjellet, 1675 m
- Chadwickryggen, 1640 m
- Galileotoppen, 1637 m

### Glaceres

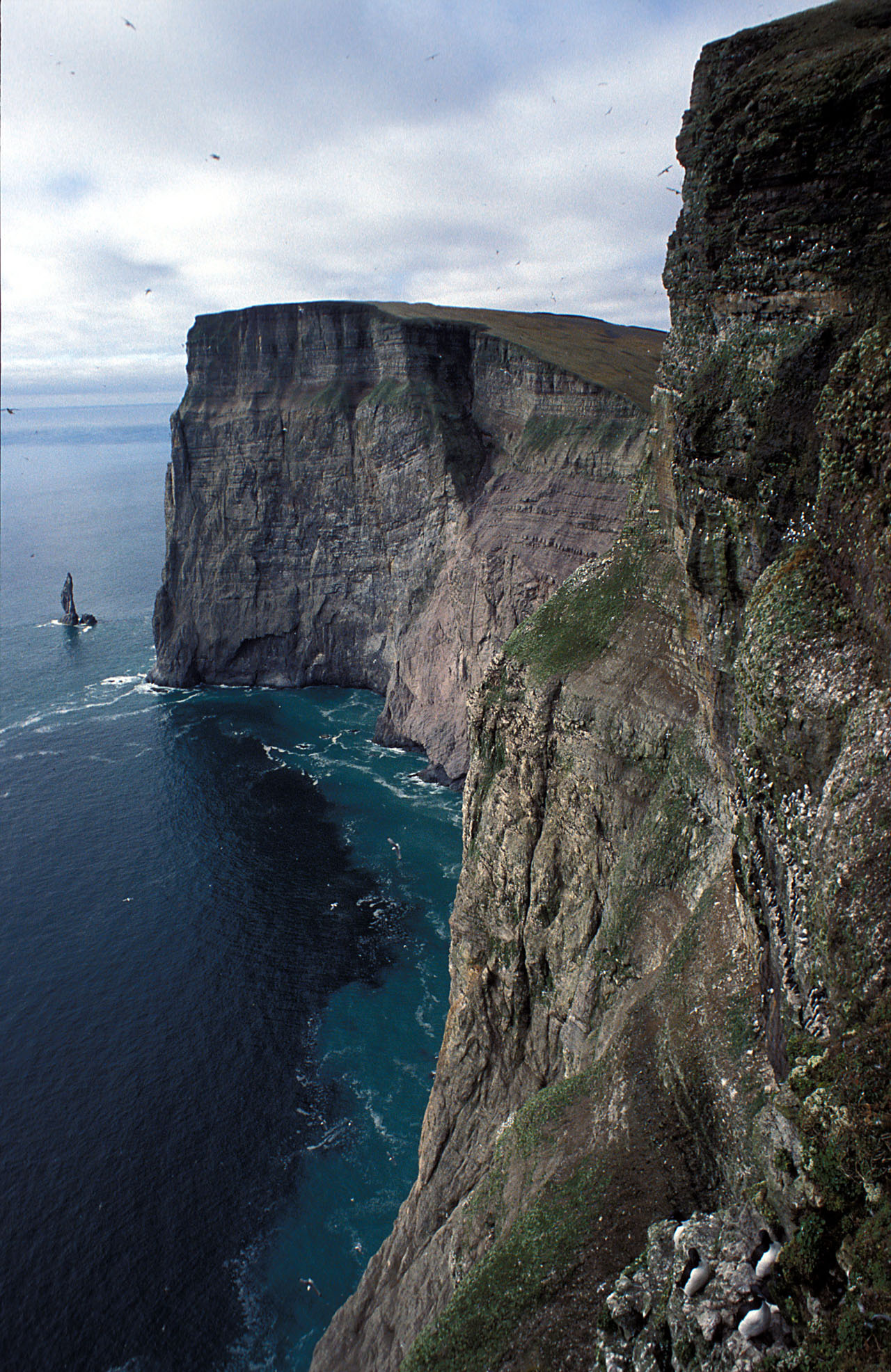
Stappen a l'illa de l'Ós (Bjørnøya).

- Austfonna (amb Sørfonna i Vegafonna), 8,492 km2 (3,279 sq mi)
- Olav V Land, 4,150 km2 (1,600 sq mi)
- Vestfonna, 2,505 km2 (967 sq mi)
- Åsgårdfonna, 1,645 km2 (635 sq mi)
- Edgeøyjøkulen, 1,300 km2 (500 sq mi)
- Hinlopenbreen, 1,248 km2 (482 sq mi)
- Negribreen, 1,182 km2 (456 sq mi)
- Bråsvellbreen, 1,160 km2 (450 sq mi)
- Etonbreen, 1,070 km2 (410 sq mi)
- Leighbreen, 925 km2 (357 sq mi)
- Holtedahlfonna (amb Isachsenfonna), 900 km2 (350 sq mi)
- Kvitøyjøkulen (Kvitøya (illa), 705 km2 (272 sq mi)
- Stonebreen, 700 km2 (270 sq mi)
- Kronebreen, 700 km2 (270 sq mi)
- Hochstetterbreen, 581 km2 (224 sq mi)
- Barentsjøkulen, 571 km2 (220 sq mi)
- Balderfonna, 543 km2 (210 sq mi)
- Nathorstbreen, 489 km2 (189 sq mi)
- Monacobreen, 408 km2 (158 sq mi)

## Assentaments

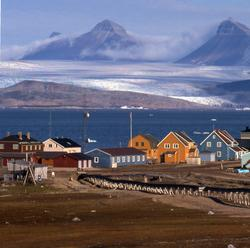
Ny-Ålesund a l'estiu.

### Habitades
- Barentsburg (Баренцбург) (assentament rus, 400 habitants)
- Illa de l'Ós (estació meteorològica noruega, 9 habitants)
- Hopen (estació meteorològica, 4 habitants)
- Hornsund (estació de recerca polonesa, 8 habitants)
- Longyearbyen (uns 2000 habitants)
- Ny-Ålesund (40 habitants)
- Pyramiden (Пирамида) (assentament rus abandonat el 1998 però re-obert el 2013, 15 habitants)
- Sveagruva (310 habitants cap d'ells de forma permanent)

No hi ha carreteres que uneixin els assentaments; el transport inclou barques, avions, helicòpters i motos de neu. El punt d'entrada a Svalbard és l'aeroport de Svalbard-Longyear.

### Anteriors
- Harlingen kokerij (assentament holandès fundat el 1636, abandonat a partir de 1662)
- Kobbefjorden (assentament danès fundat el 1631, abandonat el 1658)
- Engelskbukta (assentament anglès fundat cap a 1615, ocupat durant uns 50 anys)
- Gravneset (assentament anglès del segle xvii, abandonat entre 1624 i 1632, després ocupat pels danesos)
- Grúmant (Grúmantbyen) (Грумант) (assentament rus abandonat el 1961)
- Gåshamna (dos assentaments anglesos fundats cap al 1618 i ocupats com a mínim fins a 1655)
- Lægerneset (assentament danès apropiat pels anglesos el 1615, ocupat fins als anys 1650)
- Port Louis (assentament francès fundat el 1633, abandonat el 1637)
- Smeerenburg (assentament dano-holandès fundat el 1619 al promontori d'Amsterdamøya (illa Amsterdam), abandonat cap a 1660)
- Ytre Norskøya (assentament holandès de la mida del de Smeerenburg; probablement fundat en la dècada dels 1620 i abandonat el 1670)